# سباستین میولی
سباستین میولی (انگلیسی: Sébastien Meoli؛ زادهٔ ۲ اوت ۱۹۸۰) بازیکن فوتبال اهل سوئیس است.
از باشگاه‌هایی که در آن بازی کرده‌است می‌توان به باشگاه فوتبال لوزان-اسپورت و باشگاه فوتبال سیون اشاره کرد.